# Cratoxylum formosum
Cratoxylum formosum är en johannesörtsväxtart. Cratoxylum formosum ingår i släktet Cratoxylum och familjen johannesörtsväxter.

## Underarter
Arten delas in i följande underarter:
- C. f. ex
- C. f. pruniflorum

## Bildgalleri

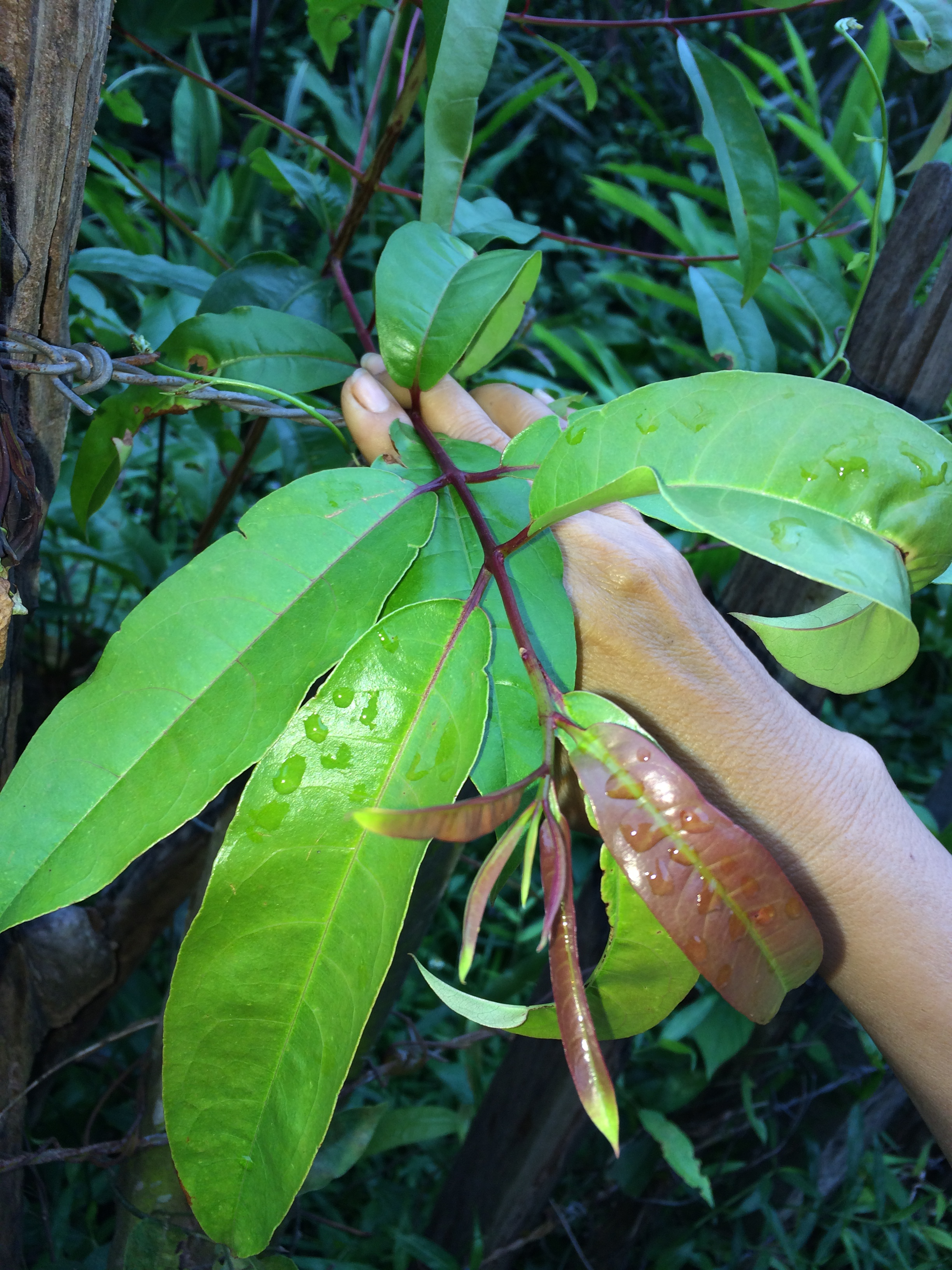